# Louise Seidler

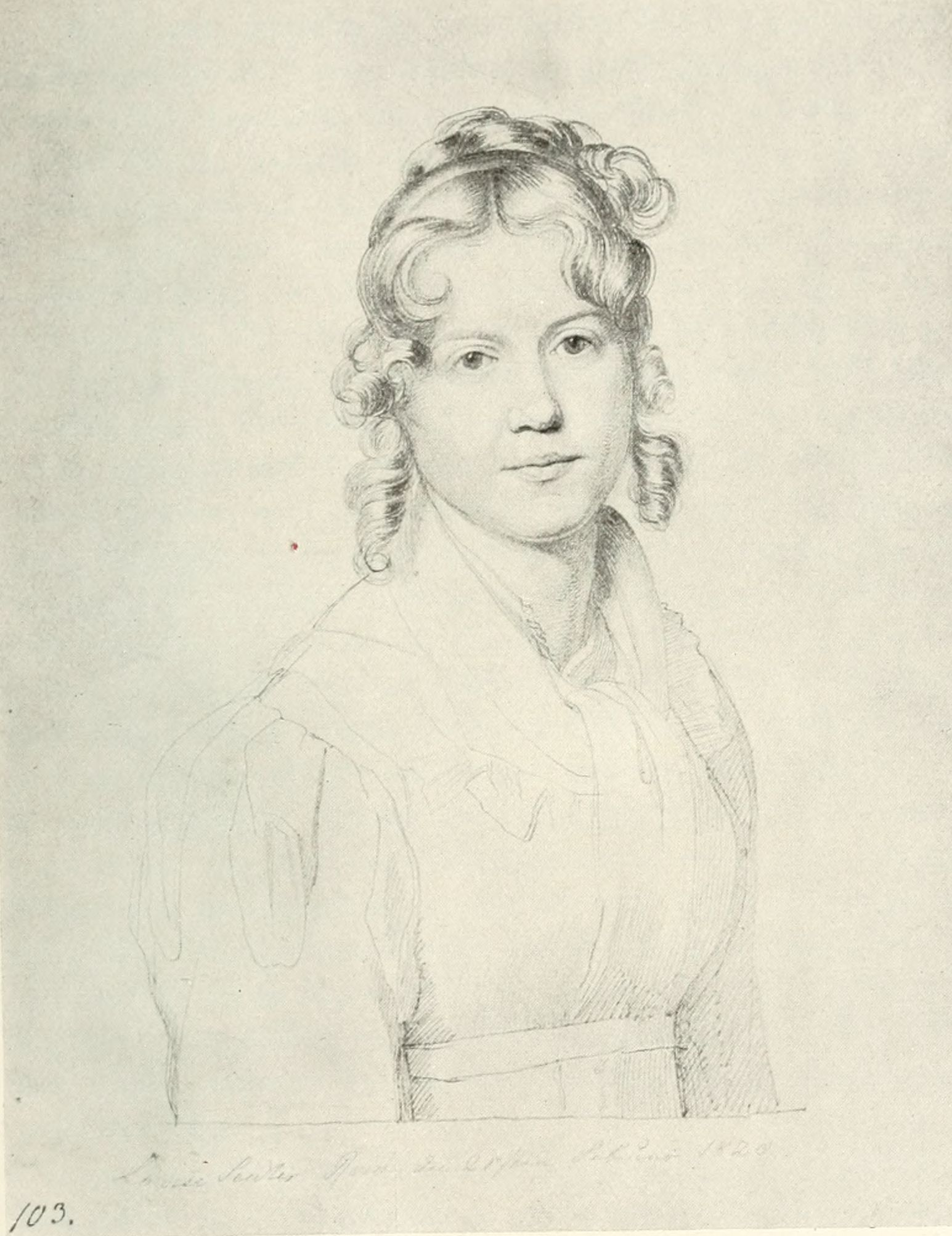
Louise Seidler in Rom 1820, porträtiert von Carl Christian Vogel von Vogelstein, von Sylke Kaufmann als Selbstbildnis angesehen

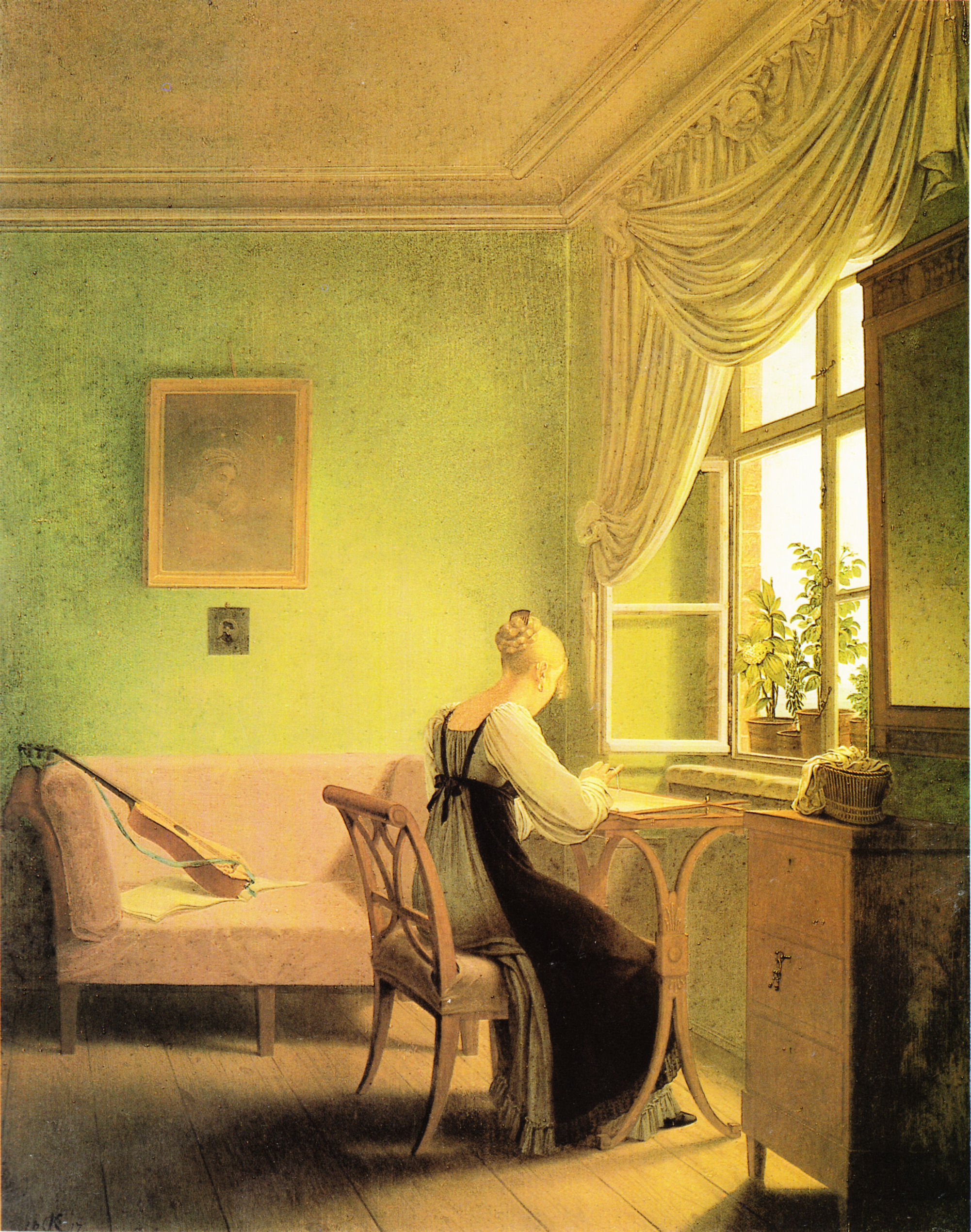
Louise Seidler als „Die Stickerin“ auf einem Gemälde von Georg Friedrich Kersting (2. Fassung 1817)

Caroline Louise Seidler (* 15. Mai 1786 in Jena; † 7. Oktober 1866 in Weimar) war eine deutsche Malerin. Sie wirkte am Hofe des Großherzogs von Weimar und war eine Vertraute Johann Wolfgang von Goethes.

## Leben

### Kindheit und Jugend in Jena
Louise Seidler kam am 15. Mai 1786 als Tochter des Universitätsoberstallmeisters August Gottfried Ludwig Seidler in Jena zur Welt. Ihre Jugend verbrachte sie zunächst bei ihrer Großmutter. Schon als Kind lernte sie das Zeichnen und Musizieren. Nach dem Tod ihrer Großmutter kam sie in das Pensionat Sophie Ludolfine Stielers nach Gotha, das sie von 1800 bis 1803 besuchte. Im Pensionat lernte sie ihre lebenslangen Freundinnen Pauline Gotter und Franziska „Fanny“ Caspers kennen. Ihre Liebe zur Kunst entwickelte sich durch den Zeichenunterricht des Bildhauers Friedrich Wilhelm Eugen Döll. Sie wurde gemeinsam mit Caroline Bardua von 1808 bis 1811 eine Schülerin von Gerhard von Kügelgen.
Zurück in Jena lebte sie im väterlichen Hause, das sich neben der Amtswohnung von Johann Wolfgang von Goethe im Jenaer Schloss befand, der sie von Kindheit an kannte. In Jena war sie mit Silvie von Ziegesar und Pauline Gotter, der späteren Gattin des Jenaer Professors Friedrich Wilhelm Schelling, befreundet. Seidler hatte vollberechtigt Zugang zu geistig hochstehenden Kreisen Jenas, die zu jener Zeit Friedrich Schiller, Johann Gottlieb Fichte, Friedrich Wilhelm Schelling, Georg Wilhelm Friedrich Hegel, die Brüder Alexander und Wilhelm von Humboldt, die Brüder Friedrich und August Wilhelm Schlegel, Friedrich Tieck, Clemens Brentano, Johann Heinrich Voß, Heinrich Eberhard Gottlob Paulus, Friedrich Immanuel Niethammer, Zacharias Werner und andere beherbergten. Sie begegnete Goethe vorwiegend im Haus des Jenaer Verlegers Carl Friedrich Ernst Frommann, der sich für sie zu interessieren begann.

### Gescheiterte Hochzeit
Am 14. Oktober 1806 gewannen die Franzosen die Schlacht bei Jena und besetzten 1806 und 1807 Jena, dessen Einwohner gewaltsamen Übergriffen, Einquartierungen und Plünderungen ausgesetzt waren. In dieser Zeit verliebte sich Seidler in den Oberarzt Geoffroy, der mit den französischen Corps des französischen Marschalls Jean-Baptiste Bernadotte gekommen war, und wurde dessen Verlobte. Geoffroy wurde jedoch noch vor ihrer Hochzeit nach Spanien abkommandiert, wo er schon bald an einem Fieber im Lazarett starb.
Seidler schrieb später: „Das Leben des Lebens war für mich abgeschlossen; mein Dasein in dieser Zeit war nur noch ein dumpfes Hinbrüten.“
Die Eltern schickten Seidler daraufhin nach Dresden, um sie von ihrer Trauer abzulenken.

### Anfänge als Malerin

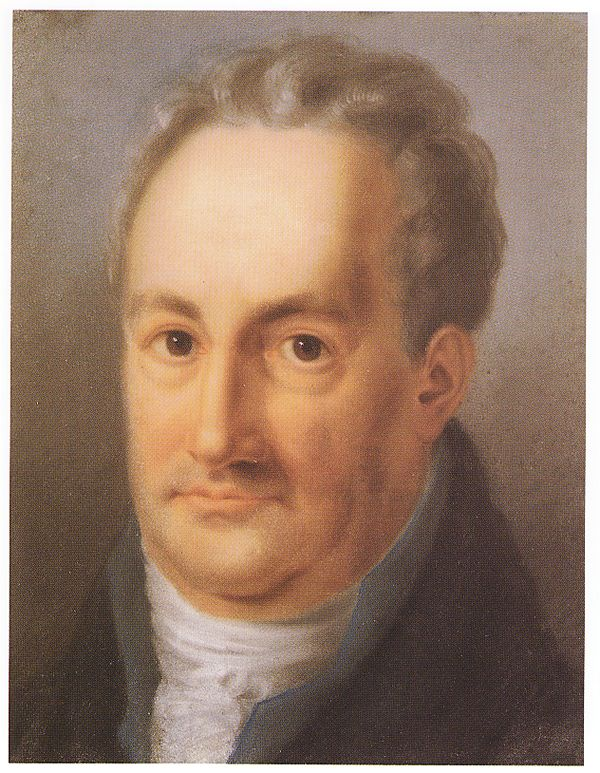
Johann Wolfgang von Goethe 1811 (Pastellzeichnung von Louise Seidler)

Bei Besuchen in der Dresdner Kunstgalerie, die auch Goethe beeindruckt hatte, entschloss sie sich, Malerin zu werden. In diesem Fach machte sie schnell Fortschritte, zumal sie Schülerin des Malers und Professors Christian Leberecht Vogel wurde, der ihr unentgeltlich Unterricht erteilte. Goethe, der 1810 auf der Rückreise von Karlsbad für zehn Tage in Dresden weilte, gefiel ihre Kopie der Heiligen Cäcilie von Carlo Dolci so gut, dass er sie nach Weimar einlud, um ein Porträt von ihm zu malen. Mit diesem Bildnis zeigte sich Goethe zufrieden.
Bis zum Tod ihrer Mutter verbrachte sie die Wintermonate in Weimar und Jena, in den Sommermonaten hingegen bildete sie sich in Dresden bei dem Maler Gerhard von Kügelgen weiter. Im Winter 1811 hielt sie sich auf Einladung des Herzogs August von Sachsen-Gotha-Altenburg in Gotha auf, um ihn und seine Frau, die Herzogin Karoline Amalie, sowie die Prinzessin aus der ersten Ehe des Herzogs zu malen. Es folgten weitere Arbeiten mit wechselnden Aufenthalten. Nach dem Tod ihrer Mutter am 23. September 1814 zog sie zu ihrem Vater nach Jena, um ihm fortan den Haushalt zu führen. Daneben gelang es ihr, künstlerische Arbeiten anzufertigen.

### Altarbild für die Rochuskapelle in Bingen

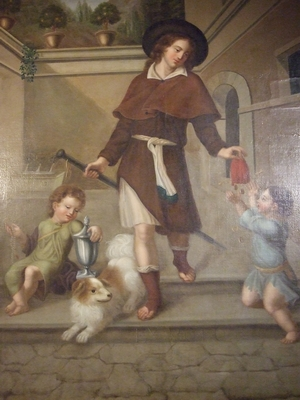
Louise Seidler: Altargemälde der St.-Rochus-Kapelle in Bingen, um 1816 (gestiftet von Johann Wolfgang von Goethe)

Anfang 1816 gab Goethe bei Louise Seidler ein Altarbild des Heiligen Rochus in Auftrag, das nach dem Entwurf von Johann Heinrich Meyer nach einer Skizze Goethes angefertigt werden sollte und das er der Rochuskapelle in Bingen stiftete, die er in Am Rhein, Main und Neckar 1814 lebendig geschildert hatte. An der Einweihungsfeier jener aus Ruinen wiedererrichteten Kapelle hatte Goethe am 16. August 1814 – dem Rochusfest – teilgenommen. Im Zusammenhang mit diesem Altarbild entstand ein lebhafter Briefwechsel zwischen Seidler und Goethe, in dem er sich zufrieden über ihr Werk äußerte.

„Ein Bild des heiligen Rochus, welches gar nicht übel, aber doch allenfalls noch von der Art ist daß es Wunder thun kann, gelangt hoffentlich nach Bingen, um an dem großen Tage die Gläubigen zu erbauen. Es ist wunderlich entstanden. Die Skizze ist von mir, der Carton von Hofr. Meyer und eine zarte liebe Künstlerinn hat es ausgeführt. Sie werden es schwerlich dem Rochusberge in Ihre Sammlung entwenden. Es sey aber an seinem Platze wirksam und so ist es recht und gut.“

### Zeit in München (1817–1818)
Auf Veranlassung Goethes erhielt sie von Großherzog Carl August ein Stipendium von 400 Talern, um sich ein Jahr lang in München in der Malerei fortzubilden. Am 4. Juli 1817 reiste Seidler nach München und wurde mit Empfehlungsschreiben von Goethe im Haus des Philosophen Friedrich Heinrich Jacobi aufgenommen. In München sah sie auch ihre Freundin Pauline Gotter wieder, die 1812 den Philosophen Friedrich Wilhelm Schelling geheiratet hatte, und lernte in deren Haus den schwedischen Dichter Per Daniel Amadeus Atterbom kennen.
In ihrer Malerei wurde Seidler unter dem Einfluss des Akademiedirektors Langer selbstständiger, der sie von dem Kopieren von Gemälden weg hin zum Studium der Natur führte, das sie vernachlässigt hatte. Dennoch kopierte sie im Auftrag des Großherzogs Carl August das in München ausgestellte Porträt Raffaels und für Goethe eine Zeichnung des Frieses des Apollotempels. Von München aus ersuchte sie Großherzog Carl August um ein weiteres Stipendium für einen Aufenthalt in Italien, welches er ihr mit 400 Talern gewährte.

### Zeit in Italien (1818–1823)
Am 20. September 1818 begab sich Seidler auf die Reise nach Italien und kam am 30. Oktober 1818 in Rom an. Sie wohnte, für Künstlerkreise damals üblich, am Monte Pincio, wo auch Julius Schnorr von Carolsfeld und die Brüder Johannes und Philipp Veit wohnten. In der deutschen Künstlerkolonie von Malern und Bildhauern fand sie schnell Anschluss und nahm am gesellschaftlichen Leben und den künstlerischen Übungen regen Anteil. Ihr standen in Rom auch die Häuser von Barthold Georg Niebuhr, dem preußischen Gesandten beim Kirchenstaat, und Caroline von Humboldt offen. Im Frühling 1819 verbrachte sie mehrere Monate in Neapel und im Herbst 1820 in Florenz, um für den Herzog Carl August die sogenannte Madonna del Gran Duca und Raphaels Madonna mit dem Stieglitz zu kopieren, das in der Galerie in Uffizien ausgestellt wurde. Der Maler Friedrich Preller zeigte sich von ihrer Kopie dermaßen beeindruckt, dass er sie „zur besten ihm bekannten Copie“ erklärte. Ein weiteres Werk, die Madonna Tempi, kaufte König Ludwig I. von Bayern 1826 für die Pinakothek in München auf.
Im Spätherbst 1821 kehrte Seidler von Florenz wieder nach Rom zurück. Im April und Mai 1822 kopierte sie das Gemälde des Violinspielers, das seinen Platz später im Schloss Sanssouci in Potsdam fand. Gleichzeitig begann sie ein eigenes Gemälde mit dem Titel Die heilige Elisabeth, Almosen austeilend zu malen. In ihren Berichten bezeichnete sie die Zeit in Italien als die glücklichste in ihrem Leben. Diese fand ihr jähes Ende, als sie 1823 die Nachricht erhielt, dass ihr Vater ernstlich erkrankt sei.

### Rückkehr nach Weimar

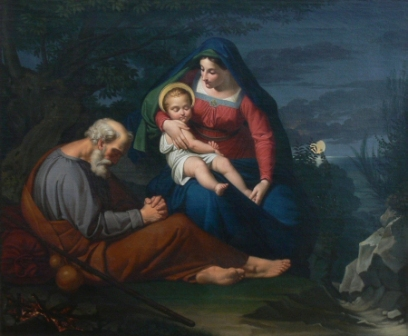
Louise Seidler: Ruhe auf der Flucht nach Ägypten, Ölgemälde (1823)

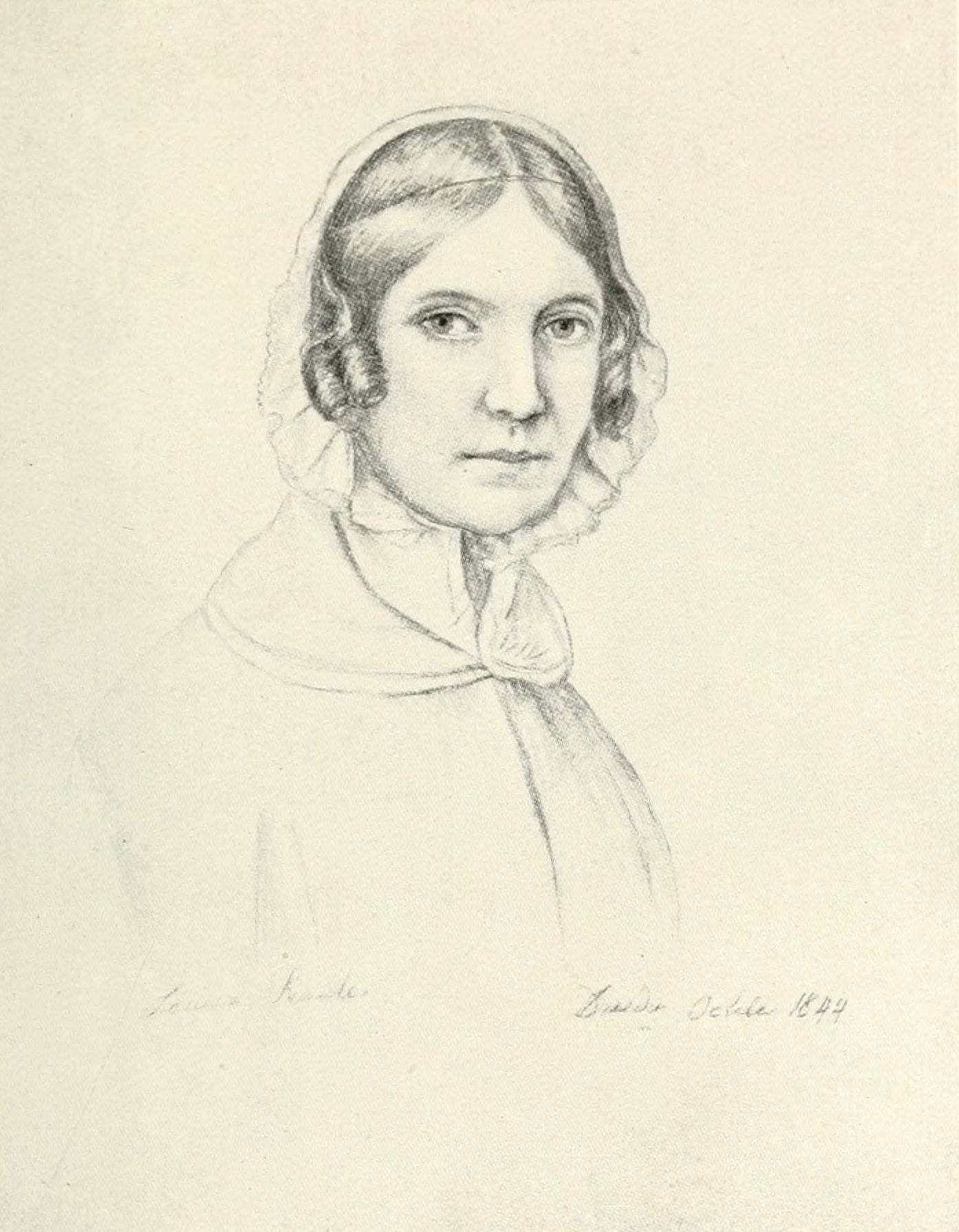
Louise Seidler: Selbstbildnis, Bleistiftzeichnung, 1844

Erst nach ihrer Rückkehr in Weimar fand sie Zeit, ihr Werk Die heilige Elisabeth, Almosen austeilend abzuschließen. Auf Empfehlung von Goethe und Johann Heinrich Meyer beauftragte Herzog Karl Friedrich sie mit dem Zeichenunterricht seiner Töchter Maria und Augusta. Nach dem Tod ihres Vaters gedachte sie, wieder nach Italien zurückzukehren, wurde aber davon abgehalten, indem der Großherzog Carl August 1824 ihr die Kustodie der im Großen Jägerhaus in Weimar untergebrachten Großherzoglichen Kunstsammlung anvertraute. Bis auf wenige Reisen verblieb Seidler in Weimar und erfreute sich der Wertschätzung in gesellschaftlichen Kreisen. Sie führte einen lebhaften Briefwechsel mit Persönlichkeiten jener Zeit, unter anderem mit Philipp Veit und seiner Frau Carolina (geb. Pulini) und mit Dorothea Schlegel. Ihr war es zu verdanken, dass Johann Gottlob von Quandt den Sächsischen Kunstverein gründete und dass Goethe dem Verein sein reges Interesse schenkte. Seidler war Goethe bis zu seinem Lebensende 1832 für dessen Förderung wärmstens dankbar. Der Tod des Dichters versetzte sie in tiefe Trauer.
Mit einer Frau v. Bardeleben unternahm sie im Herbst 1832 eine zweite Reise nach Italien, die etwas über ein Jahr dauerte. Vor allem pflegte sie die Beziehungen zum Maler Friedrich Preller, der sie zu Heiligen- und Andachtsbildern inspirierte, die auch nach ihrer italienischen Reise anhielt und zu zahlreichen Werken führte, bis die zunehmende Erblindung an ihrem Lebensende ein weiteres künstlerisches Schaffen unmöglich machte. Vor ihrem Tod verfasste sie noch ihre Selbstbiographie Erinnerungen aus dem Leben der Malerin Louise Seidler, die Hermann Uhde 1873 veröffentlichte und die kunstgeschichtlich eine der wichtigsten Quellen jener Zeit war. Seidler starb am 7. Oktober 1866 in Weimar.

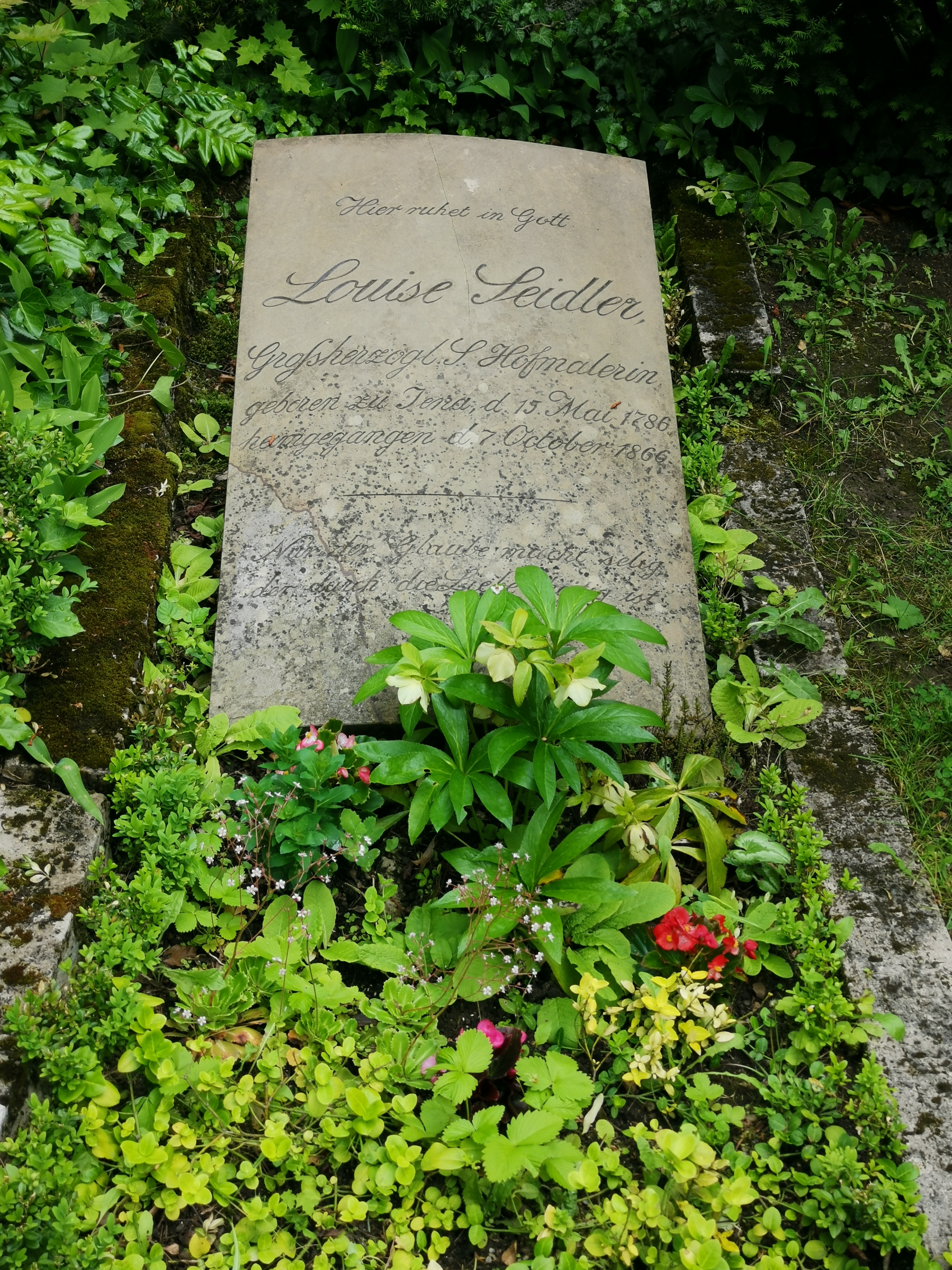
Grabstätte

Louise Seidler wurde auf dem Historischen Friedhof Weimar bestattet; ihre Grabstätte findet sich an der westlichen Friedhofsmauer.
In Dresden und im Jenaer Ortsteil Kernberge erinnert jeweils eine L(o)uise-Seidler-Straße an sie.

## Werke (Auswahl)
- Kopie der Heiligen Cäcilie von Carlo Dolce
- Porträt Großherzog Carl August und Familie 1811
- Porträt Johann Wolfgang von Goethe 1811
- Altarbild des Heiligen Rochus 1816
- Pastellgemälde Sylvie von Ziegesar
- Ölgemälde Wilhelmine Herzlieb
- Kopie des Porträt Raffaels 1818
- Zeichnung des Frieses des Appolotenmpels 1818
- Porträt der Fanny Caspers 1818–1819
- Kopie der Madonna del Gran Duca 1820
- Kopie der Madonna mit dem Stieglitz 1820
- Kopie der Madonna Tempi 1821
- Kopie des Violinspielers 1822
- Die heilige Elisabeth, Almosen austeilend 1823
- Maria mit dem schlafenden Kind, dem Johannesknaben und drei Engeln (Glaube, Liebe, Hoffnung) 1823 (Schloss Friedenstein)

## Galerie

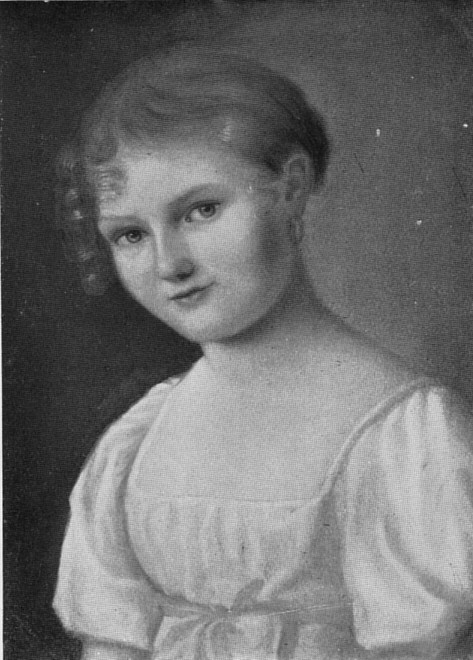
Selbstbildnis
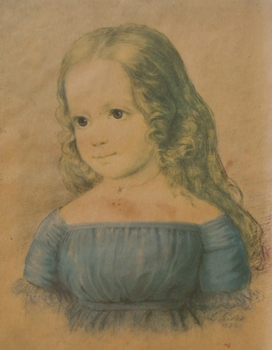
Goethes Enkelin Alma, Pastell
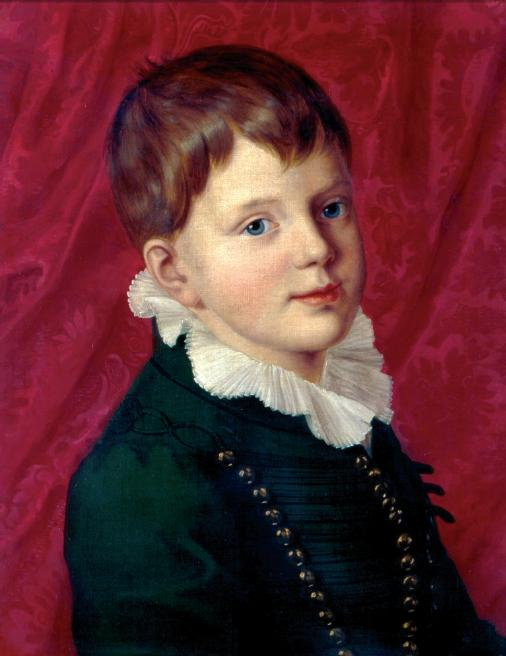
Karl Alexander von Sachsen-Weimar
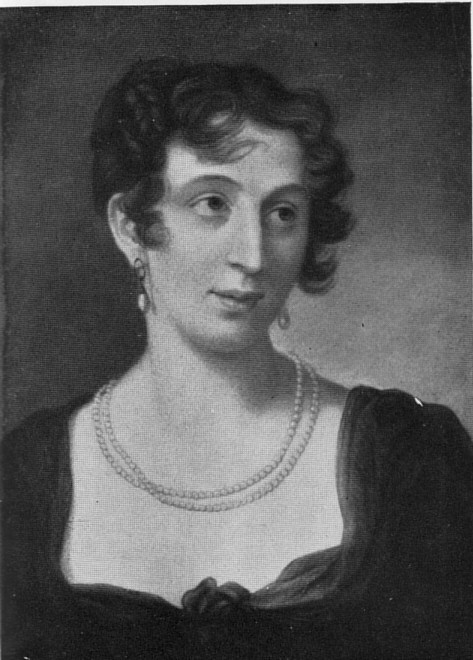
Sylvie von Ziegesar, Pastell
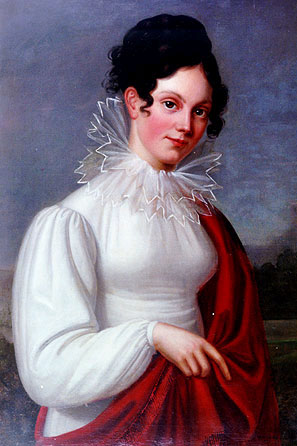
Wilhelmine Herzlieb, Ziehtochter der Frommanns, Öl auf Leinwand
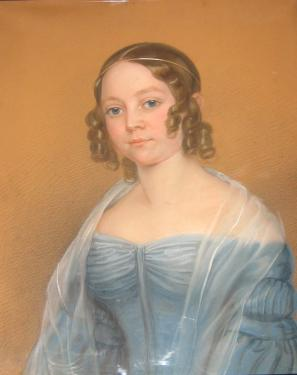
Clara Richter, ihre Nichte, Pastell
Fanny Caspers, Öl auf Leinwand